# Dire Dawa

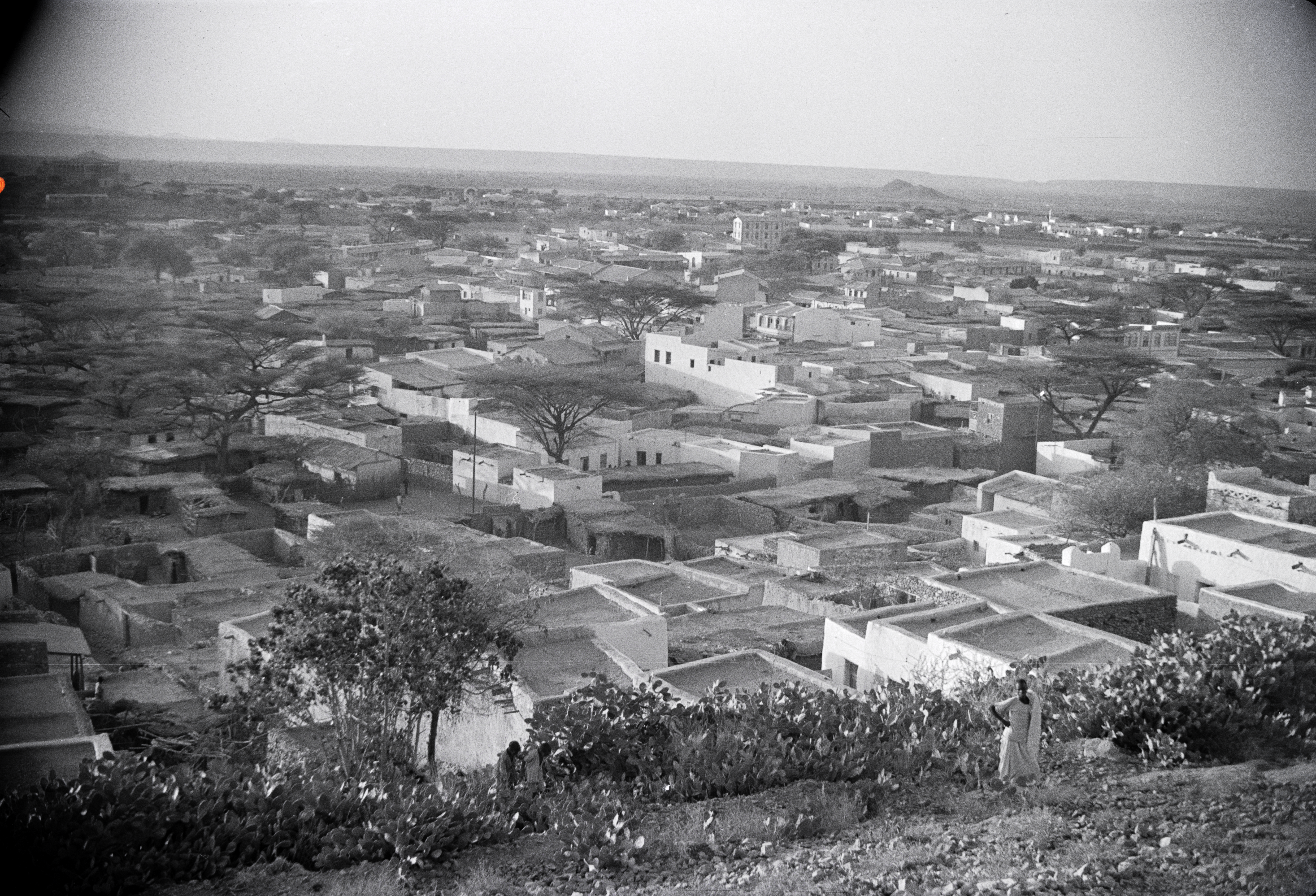
Dire Dawa 1934. Aufnahme von Walter Mittelholzer.

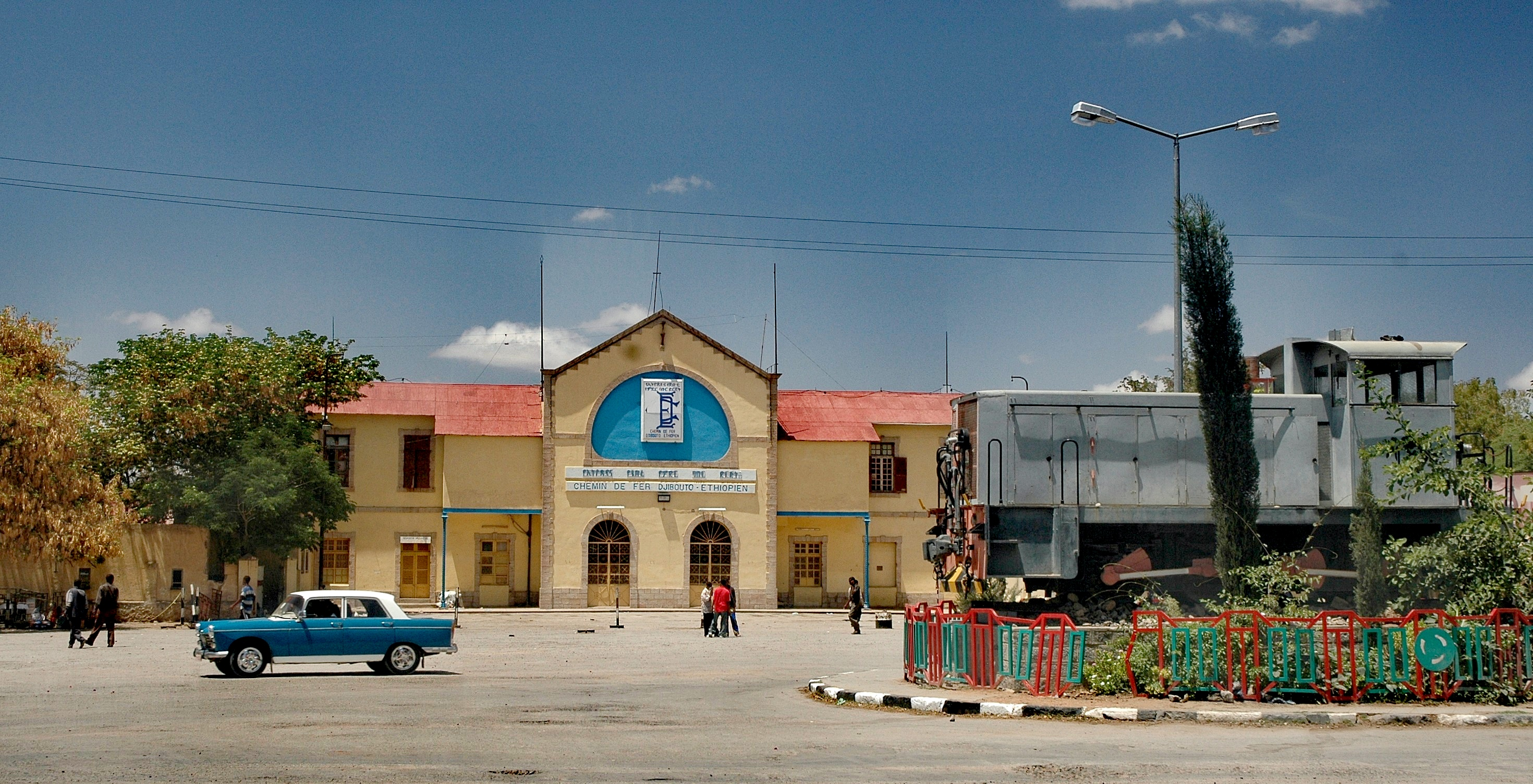
Bahnhof der alten Meterspurstrecke zwischen Addis Abeba und Dschibuti. 2016 entstand ein neuer Bahnhof in Dire Dawa für die normalspurige Strecke.

Dire Dawa (amharisch ድሬዳዋ Dǝredawa; Oromo Dirre Dhawaa oder Dirre Dawaa; auch Dire Daua, Diredaua) ist eine der größeren Städte (zeitweise die zweitgrößte) in Äthiopien. Sie liegt im Nordosten des Landes an der Bahnstrecke von Addis Abeba nach Dschibuti-Stadt. Politisch hat sie den Status einer unabhängigen Stadt.

## Geschichte
Die Stadt entstand im Zusammenhang mit dem Bau der Bahnstrecke von Addis Abeba nach Dschibuti-Stadt. Die Strecke sollte ursprünglich über die im Hochland gelegene traditionsreiche Stadt Harar führen. Dire Dawa sollte hingegen ein Reparatur- und Inspektionsstandort werden. Aus diesem Grund wurden Ingenieure und Facharbeiter aus Frankreich und Italien hier im Jahr 1897 angesiedelt. Da die Kosten während der Bauphase der Bahnlinie in die Höhe schnellten, entschied man sich für die günstigere Variante eines Streckenverlaufs am Fuße der Berge durch die Wüste, und Dire Dawa wurde als Verwaltungssitz der Bahnlinie errichtet. Die Stadt wurde teilweise gitterförmig, mit rechtwinkligen Häuserblöcken, geplant und 1902 gegründet. Sie ist in dieser Form einzigartig in Äthiopien. Der Fluss Dechatu teilt die Stadt in den älteren südlichen und den jüngeren nördlichen Teil.
1938 lebten rund 20.000 Menschen in Dire Dawa, von denen 3500 Europäer waren (3000 Italiener, 290 Griechen, 110 Franzosen). 1965 waren laut offiziellen Statistiken 23 % der in Dire Dawa lebenden Männer und 26 % der Frauen in der Stadt geboren. 1967 wurden 50.733 Einwohner gezählt, von denen 50 % Amharisch als Muttersprache hatten, 51 % Christen und 46 % Muslime waren. 66,8 % waren Analphabeten. Nach der Revolution von 1974 verließen etliche Europäer, jemenitische Araber und Inder die Stadt, und die griechische und armenische Kirche wurden aus Mangel an Mitgliedern geschlossen.
Im Ogadenkrieg 1977/78 konnte die äthiopische Regierung die Stadt halten, doch die Eisenbahnstrecke wurde während der somalischen Invasion beschädigt und blieb ein Jahr lang geschlossen. Bis 1987 hatte sich die Einwohnerzahl auf 107.150 mehr als verdoppelt. 1987–1991 war Dire Dawa Hauptstadt der Autonomen Region Dire Dawa, durch deren Einrichtung die wirtschaftlich bedeutende Stadt von Sezessionsbestrebungen der Somali abgeschirmt werden sollte. Am 31. Mai 1991 nahm die EPRDF Dire Dawa ein, wobei rund 100 Menschen umgekommen sein sollen. Am 7. Juli desselben Jahres kam es nach einer großen Demonstration der Oromo zu Ausschreitungen gegen Issa-Somali.
Nach der Neuordnung der Verwaltungsgliederung Äthiopiens 1991, mit der ethnisch definierte Regionalstaaten geschaffen wurden, wollten die Somali Dire Dawa zu ihrer Regionalhauptstadt machen. Sie wurden aber von der Zentralregierung angewiesen, eine andere Hauptstadt zu wählen, da auch die Oromo-Region Oromia Anspruch auf diese Stadt erhob. Später wurde Dire Dawa eine unabhängige Stadt wie die Landeshauptstadt Addis Abeba.
1994 waren 48 % der Bevölkerung Oromo, 28 % Amharen und 14 % Somali. 63,2 % waren Muslime.

## Gegenwart
Politisch bleibt die Stadt zwischen den benachbarten Regionen Somali und Oromia umstritten.
Bei den Parlamentswahlen in Äthiopien 2005 gingen die zwei Sitze von Dire Dawa im nationalen Parlament an die Somali People’s Democratic Party (SPDP), die mit der regierenden Koalition EPRDF verbunden ist, und an das oppositionelle Bündnis Qinijit. In den Lokalwahlen 2008 gewann die SPDP 2008 74 Sitze (von 189) in 16 (von 63) Kebeles, während die EPRDF 114 Sitze in 47 Kebeles erhielt.
Das Gebiet um die Städte Dire Dawa, Harar und Jijiga bildet, nicht zuletzt wegen seiner relativen Nähe zu den internationalen Häfen von Dschibuti und Berbera in Somaliland, nach der Metropolregion der Hauptstadt Addis Abeba den zweitwichtigsten ökonomischen Ballungsraum Äthiopiens. Dire Dawa verfügt über einen Flughafen.

### Bevölkerung
Gemäß Volkszählung von 2007 waren von den 342.827 Einwohnern 46,08 % (157.991) Oromo, 24,24 % (83.114) Somali, 20,09 % (68.887) Amharen und 4,54 % (15.554) Gurage. 70,9 % der Bevölkerung waren Muslime, 25,65 % äthiopisch-orthodoxe Christen. 32,5 % lebten in ländlichen Gebieten.
2005 besuchten 54,8 % der Kinder in Dire Dawa (60,6 % der Jungen, 48,7 % der Mädchen) eine Primarschule, 38,2 % (45,4 % Jungen, 31,4 % Mädchen) besuchten eine Schule auf Sekundarstufe. Damit hat die Stadt die zweithöchsten Einschulungsraten nach Addis Abeba.

### Einwohnerentwicklung
Die folgende Übersicht zeigt die Einwohnerzahlen nach dem jeweiligen Gebietsstand.
| Jahr | Einwohner |
| ---- | --------- |
| 1984 | 98.104    |
| 1994 | 164.851   |
| 2007 | 233.224   |
| 2015 | 285.000   |

## Söhne und Töchter der Stadt
- Luciano Violante (* 1941), italienischer Politiker (PD), Mitglied der Camera dei deputati und Richter
- Ismail Omar Guelleh (* 1947), dschibutischer Politiker, Präsident Dschibutis
- Youssouf Hersi (* 1982), niederländischer Fußballspieler
- Fuad Ibrahim (* 1991), äthiopisch-US-amerikanischer Fußballspieler
- Beneyam Belye (* 1998), äthiopischer Fußballspieler

## Klimatabelle
|                       | Jan | Feb | Mär | Apr | Mai | Jun | Jul | Aug | Sep | Okt | Nov | Dez |   |      |
| Mittl. Tagesmax. (°C) | 28  | 30  | 32  | 32  | 34  | 35  | 33  | 32  | 33  | 32  | 29  | 28  | ⌀ | 31,5 |
| Mittl. Tagesmin. (°C) | 22  | 23  | 25  | 26  | 27  | 28  | 27  | 26  | 26  | 25  | 23  | 22  | ⌀ | 25   |
|                       |     |     |     |     |     |     |     |     |     |     |     |     |   |      |
| Niederschlag (mm)     | 25  | 35  | 65  | 105 | 45  | 25  | 90  | 125 | 65  | 25  | 15  | 10  | Σ | 630  |
|                       |     |     |     |     |     |     |     |     |     |     |     |     |   |      |
| Regentage (d)         | 2   | 4   | 7   | 10  | 6   | 5   | 11  | 14  | 10  | 5   | 3   | 1   | Σ | 78   |
|                       |     |     |     |     |     |     |     |     |     |     |     |     |   |      |
| Luftfeuchtigkeit (%)  | 55  | 56  | 55  | 55  | 47  | 44  | 50  | 53  | 52  | 45  | 49  | 51  | ⌀ | 51   |

| 22 |

| 23 |

| 25 |

| 26 |

| 27 |

| 28 |

| 27 |

| 26 |

| 26 |

| 25 |

| 23 |

| 22 |

| 22 |

| 23 |

| 25 |

| 26 |

| 27 |

| 28 |

| 27 |

| 26 |

| 26 |

| 25 |

| 23 |

| 22 |